# Hervé Renard
Hervé Jean Marie Roger Renard (Aix-les-Bains, 30 de septiembre de 1968) es un exfutbolista y entrenador de fútbol francés. Actualmente dirige a la selección de Arabia Saudita.

## Carrera

### Como jugador
Jugó como defensa en el AS Cannes entre 1983 a 1990, donde coincidió con Zinedine Zidane. Luego, pasó al Stade de Vallauris y el SC Draguignan, retirándose en este último en 1998. Futbolista modesto, solo jugó un partido de la primera división francesa en 1989 con el primero de los mencionados equipos.

### Como entrenador
Inicios
Comenzó su trayectoria como entrenador en 1999, dirigiendo al SC Draguignan, donde estuvo dos años, haciéndolo progresar hasta el Championnat de France Amateurs. Luego, fue asistente de Claude Le Roy en el Shanghái COSCO durante una temporada y volvió a Europa para acompañar a Le Roy rumbo a entrenar el Cambdrige United en la cuarta división inglesa. Aunque no le acompañaron los resultados. Al año siguiente, se incorporó al AS Cherbourg, que jugaba en el Championnat National, donde permaneció dos temporadas.
Selecciones de Ghana, Zambia y Angola
En 2007, comenzó una etapa en diferentes selecciones nacionales. Primero, trabajó, otra vez, como asistente de su mentor Claude Le Roy en Ghana. Luego, fue seleccionador de Zambia (llevándola al tercer puesto en el Campeonato Africano de Naciones de 2009) y Angola (dimitiendo tras solo seis meses al no ser pagado).
USM Alger y regreso a Zambia
El 20 de enero de 2011, firmó por el USM Alger; pero una cláusula de su contrato le permitió dejar el club para volver a ponerse al mando de la selección de fútbol de Zambia, logrando proclamarse campeón de la Copa Africana de Naciones 2012 por primera vez en la historia de ese país al vencer en la tanda de penaltis a Costa de Marfil.
FC Sochaux
El 7 de octubre de 2013, justo después de dejar de ser el seleccionador de Zambia, fue nombrado nuevo técnico del FC Sochaux, con la misión de evitar el descenso. El equipo francés solo había conseguido cinco puntos en nueve partidos a su llegada, e inicialmente continuó la mala racha, pues Renard solo ganó uno de sus once primeros partidos al frente del Sochaux. Sin embargo, con la ayuda de los fichajes en el mercado de invierno, finalmente logró mejorar, sumando treinta y cinco unidades en veintiocho enfrentamientos de la Ligue 1. Eso le permitió llegar con opciones de permanencia en la última jornada, pero dicho encuentro lo ganó su rival, el Évian TG, por 0-3, lo que condenó al Sochaux. Al día siguiente, anunció su marcha del club.
Selección de Costa de Marfil
El 31 de julio de 2014, fue anunciado como nuevo seleccionador de Costa de Marfil, sustituyendo a su compatriota Sabri Lamouchi. Al mando de los elefantes, ganó su segunda Copa África (también la segunda para el combinado marfileño) en 2015 al derrotar a Ghana en la tanda de penaltis. Se convertía así en el primer entrenador que gana dos Copas de África con selecciones diferentes. El 22 de mayo de 2015, dejó su cargo al frente de Costa de Marfil en busca de nuevos desafíos.
Lille OSC
El 25 de mayo de 2015, se hizo oficial su llegada al Lille OSC como nuevo técnico para los 3 próximos años. Tuvo un inicio complicado al frente del conjunto del norte de Francia, pues solo obtuvo una victoria y marcó dos goles en los ocho primeros partidos de la Ligue 1 2015-16. La dinámica no mejoró y el equipo se situó 16.º con 13 puntos en otros tantos partidos de la Ligue 1, situación que fue el detonante para la marcha del técnico de la entidad el 11 de noviembre de 2015.
Selección de Marruecos
El 16 de febrero de 2016, Renard firmó un contrato como nuevo seleccionador de Marruecos hasta 2018. El combinado marroquí llegó a cuartos de final de la Copa África, donde cayó eliminado a manos de Egipto. Posteriormente, logró clasificar a Marruecos para el Mundial de 2018, 20 años después de su última participación, un éxito que propició la renovación de su contrato hasta 2022. Marruecos no pasó a octavos de final del Mundial de Rusia porque quedó última de su grupo. Perdió por la mínima con Irán y Portugal, quedando eliminada; y obtuvo un empate a 2 con España, campeona del mundo en 2010. El 21 de julio de 2019, tras la eliminación de Marruecos en octavos de final de la Copa África, Renard anunció su dimisión.
Selección de Arabia Saudita
El 29 de julio de 2019, Renard se convirtió en el nuevo seleccionador de Arabia Saudita. El 27 de mayo de 2022, tras conseguir la clasificación para la Copa Mundial de Fútbol de 2022, renovó su contrato con la Federación de Fútbol de Arabia Saudí hasta el año 2027. En su debut mundialista, logró una victoria histórica ante Argentina por 2 a 1, aunque finalmente no pudo pasar de la primera fase. El 28 de marzo de 2023, llegó a un acuerdo con la Federación de Fútbol de Arabia Saudí para rescindir su contrato.
Selección femenina de Francia
El 30 de marzo de 2023, fue anunciado como el nuevo entrenador de la Selección femenina de Francia. El primer desafío de Renard al mando del equipo francés fue la Copa Mundial de 2023. El seleccionado logró llegar hasta los cuartos de final del torneo, donde fue eliminado por Australia en la tanda de penaltis. En el torneo de los Juegos Olímpicos de París 2024, la selección francesa llegó hasta los cuartos de final, donde fue eliminada por Brasil por 1 a 0. Pocos días después, se anunció la salida de Renard al mando del equipo tras 26 partidos, con un saldo de 17 victorias, 3 empates y 6 derrotas.
Nueva etapa en la selección de Arabia Saudita
El 26 de octubre de 2024, inició su segundo ciclo al frente de la selección de Arabia Saudita.

## Clubes

### Como jugador
| Club               | País    | Año       | Partidos | Goles |
| ------------------ | ------- | --------- | -------- | ----- |
| AS Cannes          | Francia | 1983-1990 | 87       | 0     |
| Stade de Vallauris | Francia | 1991-1997 | 105      | 2     |
| SC Draguignan      | Francia | 1997-1998 | 23       | 1     |

### Como entrenador
| Club/Selección                | País            | Año           | PJ  | PG  | PE  | PP  | Rendimiento |
| ----------------------------- | --------------- | ------------- | --- | --- | --- | --- | ----------- |
| Cambdrige United              | Inglaterra      | 2004          | 25  | 4   | 7   | 14  | 25.33%      |
| AS Cherbourg                  | Francia         | 2005-2007     | 81  | 22  | 31  | 28  | 39.92%      |
| Selección de Zambia           | Zambia          | 2008-2010     | 33  | 15  | 7   | 11  | 52.52%      |
| Selección de Angola           | Angola          | 2010-2011     | 5   | 2   | 0   | 3   | 40%         |
| USM Alger                     | Argelia         | 2011          | 23  | 9   | 8   | 6   | 50.72%      |
| Selección de Zambia           | Zambia          | 2011-2013     | 36  | 17  | 13  | 6   | 59.26%      |
| FC Sochaux                    | Francia         | 2013-2014     | 32  | 11  | 8   | 13  | 42.71%      |
| Selección de Costa de Marfil  | Costa de Marfil | 2014-2015     | 18  | 9   | 5   | 4   | 59.26%      |
| Lille OSC                     | Francia         | 2015          | 14  | 3   | 7   | 4   | 38.1%       |
| Selección de Marruecos        | Marruecos       | 2016-2019     | 47  | 27  | 10  | 10  | 64.54%      |
| Selección de Arabia Saudita   | Arabia Saudita  | 2019-2023     | 44  | 18  | 12  | 14  | 50%         |
| Selección femenina de Francia | Francia         | 2023-2024     | 26  | 17  | 3   | 6   | 69.23%      |
| Selección de Arabia Saudita   | Arabia Saudita  | 2024-presente | 16  | 7   | 3   | 6   | 50%         |
| Total                         | Total           | Total         | 400 | 161 | 114 | 125 | 49.75%      |

## Palmarés

### Como entrenador
| Título                    | Equipo                       | País                    | Año  |
| ------------------------- | ---------------------------- | ----------------------- | ---- |
| Copa Africana de Naciones | Selección de Zambia          | Gabón Guinea Ecuatorial | 2012 |
| Copa COSAFA               | Selección de Zambia          | Zambia                  | 2013 |
| Copa Africana de Naciones | Selección de Costa de Marfil | Guinea Ecuatorial       | 2015 |

### Distinciones individuales
| Distinción                   | Año              |
| ---------------------------- | ---------------- |
| Entrenador del año de la CAF | 2012, 2015, 2018 |